# Franyó Zoltán
Franyó Zoltán (Kismargita, 1887. július 30. – Temesvár, 1978. december 29.) erdélyi magyar író, műfordító, szerkesztő.

## Életútja, munkássága
Apja folyamszabályozási mérnök; gyermekéveit Temesváron, majd Borosjenőn töltötte, a középiskola alsó osztályait az aradi és a temesvári főgimnáziumban végezte. 1900-tól a soproni Honvéd Főreáliskolában, majd a budapesti Ludovika Akadémián tanult; 1907-ben avatták hadnaggyá, utána a temesvári helyőrségnél teljesített katonai szolgálatot.
Első verse (Nyárutó) a Magyar Szemlében (1906) jelent meg, majd verseket, műfordításokat, cikkeket közölt több budapesti és vidéki lapban. Temesvári szolgálata idején részt vett a Dél Irodalmi Társaság létrehozásában (1908), amely a holnaposokkal és a Nyugat körével tartott kapcsolatot. 1910-ben konfliktusba került feletteseivel, és megvált a katonai pályától. Ettől kezdve kapcsolata az irodalmi élettel még bensőségesebb. 1910-től az aradi Függetlenség szerkesztőségében dolgozott, szerkesztője a rövid életű Kultúra című lapnak (1910), ezt követően a Jövő című havi szemlének (1911). Közben Nagyváradon a Szabadság, illetve a Nagyváradi Napló munkatársa. Újságírói tevékenysége sokkal szélesebb körre is kiterjedt: cikkeit, verseit az Alkotmány, Egyenlőség, Élet, Huszadik Század, Toll, Magyar Hírlap, |Nyugat, Népszava, Pester Lloyd, Pesti Napló, Új Idők, Világ is közölte. A Huszadik Században jelent meg Az osztályparlament Don Quijoteja c. politikai esszéje (később önálló kötetben is), amelyben hűvös pontossággal rajzolta meg a politikus Tisza István portréját: osztályönzését, hatalomvágyát és fanatizmusát emelve ki. Ez a cikk nemcsak szocialista kapcsolatainak elmélyülését, hanem szemléletének radikalizálódását is jelezte.
1914-ben mozgósított tisztként a galíciai frontra került. Az Estben – s németül a Neues Wiener Tagblattban, majd mindkét nyelven kötetben is – megjelent harctéri írásaiban állást foglalt a háború embertelenségeivel szemben (A kárpáti harcokról. Budapest, 1915; Bruder Feind. Wien 1916). Egyik versének közléséért (Elszánt harci ének) elkobozták a Népszava 1915. június 15-i számát. Sebesültként a bécsi hadikórházba került, onnan távozva a bécsi Hadi Levéltárban teljesített szolgálatot.
Gyógyulása után az olasz harctérre küldték, innen a háború végén tért vissza Budapestre. Csatlakozott a polgári forradalomhoz, s főszerkesztője lett az 1919. január 26. – május 19. közt megjelenő Vörös Lobogónak. Itt megjelent cikkeinek tanúsága szerint Kassák Lajos körének forradalmi nézeteivel azonosította magát, s közvetlen kapcsolatban is állt a Ma íróival. A Magyarországi Tanácsköztársaság idején Lukács György mellett, a közoktatási népbiztosságon dolgozott, a tanácsköztársaság bukása után Bécsbe emigrált. Itt az egyetemen keleti nyelveket hallgatott, ezen tanulmányainak nagy hatása volt későbbi műfordítói munkásságára. Közben rendszeres munkatársa a Tűznek, a Bécsi Magyar Újságnak, társszerkesztője Ernst Lisauerrel együtt a Frontnak. Írt az Arbeiter Zeitungba, a Die Stundéba és a Jövőbe is. Ezekben az években jelentkezett német műfordítóként: 1921-ben önálló kötetben jelentette meg Ady-fordításait.
1923-ban hazatért Aradra, s ettől kezdve mintegy két évtizeden át az újságírás nemcsak hivatás számára, hanem kenyérkereset is. Létrehozta a romániai magyar avantgárd törekvések kibontakozásában jelentős szerepet játszó Geniust, majd az Új Geniust, szerkesztette az Esti Lloydot (1924), főmunkatársa a Délután (1925), A Hét (1926), a Szezon (1924-28) c. lapoknak.
1931-ben átvette az 5 (majd 6) Órai Újság felelős szerkesztői tisztét, s irányította egészen a lap 1940 őszén történt betiltásáig. E lapokban sokoldalú és indulatos publicisztikát művelt. Közéleti cikkeiben a kapitalista társadalom és művelődés belső ellentmondásait pécézi ki, de úgy, hogy megláttatja "a hatóságilag megnyirbált piros zászlók alatt egyre veszedelmesebben lángoló lélekkel" menetelő munkásság képét is (Májusi virágének, 1932).
Irodalmi publicisztikájában a Nyugat-nemzedék nagyjai előtt tiszteleg (Adyról, Juhász Gyuláról, Szép Ernőről írott cikkeiben, Osvát Ernő, Kosztolányi Dezső halálára megjelent írásaiban), s a hazatérése utáni első években a Kuncz szerkesztette Ellenzék irodalmi mellékletének is munkatársa, de aztán kívül maradt a marosvécsi Helikonon, s nemcsak az erdélyi ultrakonzervatívoktól határolta el magát indulatosan, hanem a helikonistáktól is. 1932-től számos cikkben leplezte le a fasizmus hatalmi tébolyát, majd nyílt háborús fenyegetéseit; példaként a szovjet diplomáciára s Léon Blum francia népfront-kísérleteire utalt. Világhírű írók és filozófusok az antiszemitizmus ellen alcímmel antológiát állít össze (Zsidógyűlölet. Arad, 1937; Budapest, 1938). Az 1930-as években átmenetileg más lapokkal is kapcsolatot tartott: a temesvári Tíz Perc (1928-29), az aradi Reggel (1930-31), Közélet (1929-31) és Hétfő Reggel (1930) főmunkatársa, 1938-ban pedig a temesvári Lapkiadó Részvénytársaságnak egyszerre négy lapját (Aradi Friss Újság, Aradi Újság, Banat-i Friss Újság, Esti Újság) jegyezte felelős szerkesztőként és kiadóként.
Újságírói és szerkesztői munkájával párhuzamos műfordítói munkásságának két világháború közötti szakasza is. A régi arab költők mellett Charles Baudelaire, Louise Labé, Edgar Allan Poe verseit tolmácsolja magyarul, s a román költészet remekeit németül. Az 1940-es években, újságírói tevékenységének szünetelése idején főleg német nyelvű fordításokkal jelentkezett: kínai és ógörög költőkből készített fordításai Németországban, Eminescu-fordításai Temesvárott láttak napvilágot.
Az 1944. augusztus 23-a átállás után rövid ideig újságíró volt, majd minden idejét a műfordításnak szentelte. Ezeknek az éveknek a termését gyűjtötte egybe Görög líra c. műfordításkötetében (1946), ekkor tolmácsolta Puskint (1949), s ekkor készült el Goethe Faustjának fordításával. 1950-től kezdve neve több éven át hiányzik az irodalomból: a második világháború alatti politikai magatartásának tisztázásáig csak álnéven (Lajtha Géza, Walther Fabius), majd úgy sem közölhet, s csak 1954 után jelentkezhetett újra.
Pályájának utolsó két és fél évtizede igen termékeny: szinte minden évben ad ki önálló műfordításkötetet, s a korábbi évtizedeket is beszámítva száz fölé emelkedik azoknak a hazai és külföldi lapoknak, folyóiratoknak a száma, amelyekkel munkatársi viszonyban került. Termékeny és sokoldalú műfordítói munkássága elérkezett az összegezés, a kiteljesedés szakaszába. Évezredek húrjain címmel (Marosvásárhely, 1958-60) három kötetben adta ki műfordításainak legjavát, egy szűkebbre szabott válogatás ebből a gazdag termésből 1967-ben a budapesti Európa Könyvkiadónál is megjelent Lírai világtájak címen.
Gyűjteményes kötetben jelenteti meg kínai versfordításait, saját fordításában mutatta be az afrikai népek költészetét, a kortárs román lírát, önálló kötetben Eminescu, Eugen Jebeleanu, Puskin költészetét. Kritikusai közül egyesek szemére vetették fordításaiban az idegen költők túlzott áthasonítását, helyenként az eredetitől való eltérést, a felfokozott hatásra törekvésből fakadó nyelvi túlfűtöttséget, a versformák bizonyos egyöntetűségét, de még ők is elismeréssel méltatták az egyetemes költészetet térben és időben átfogó műfordítói teljesítményt, a ritka formaérzéket, a verssorok töretlen zenéjét, a csiszolt rímtechnikát. S mindez nemcsak magyar, hanem német versfordításait is jellemezte, német nyelvű Ady-kötete Bukarestben, a román líra német nyelvű antológiája Bécsben, egy német nyelvű Eminescu-kötete Münchenben, német Petőfi-válogatása 1975-ben Romániában jelent meg.
Műfordítói teljesítménye hivatalos elismerésben is részesült: több állami kitüntetés mellett kétszer (1966-ban és 1970-ben) kapta meg az írószövetség műfordítói díját, s 1970-ben, "a Nyugat és Kelet közötti kulturális és irodalmi kapcsolatokért egész életművével kifejtett munkássága jutalmául" a Herder-díjat Bécsben. Élete utolsó éveiben műfordítói életműve több kötetes gyűjteményének sajtó alá rendezésén dolgozott. Az I. kötetként kiadott Ősi örökség (1973) az ókor óegyiptomi, sumér, akkád, ógörög, római, arab, perzsa, indiai, kínai költészetéből készült fordításokat tartalmazta, a II. kötet Bécsi látomás c. alatt (1976) osztrák, a III. kötet Atlanti szél c. alatt (1978) középkori latin, olasz, francia, provence-i, belga, spanyol, angol, ír, holland, flamand, svéd, svéd nyelvű finn, finn és norvég költők verseit tolmácsolta. Posztumusz kötetként jelent meg a román költők verseit bemutató Földi üzenet (1979).

## Emlékezete
Tiszteletére 1979-ben a temesvári írók az Ady Endre Irodalmi Kört Franyó Zoltán Irodalmi Körnek nevezték el, s rendszeresen megemlékeznek névadójuk életéről, munkásságáról.

## Művei, műfordításkötetei (válogatás)
- A kárpáti harcokról (1915)
- Régi arab költők (1924)
- Hindu erotika (1925)
- Ein Herbstsymphonie rumänischer Lyrik (1926)
- Chinesische Gedichte (1940)
- Frühgriechische Lyrik (1942)
- Görög líra (1946)
- Puskin Válogatott versei (1949)
- Goethe: Faust I. és Ősfaust (1958)
- Évezredek húrjain (1958-1960)
- Kínai verseskönyv (1959)
- Ady: Blut und Gold (1961)
- Afrikai riadó (versek, 1962)
- Barangolás (Kortárs román költők versei, 1965)
- Lírai világtájak (1967)
- Rumänische Lyrik (1969)
- A pokol tornácán (cikkek, krónikák, 1912-1968, 1969)
- Ősi örökség (Ókori és keleti költők, 1973)
- Válogatott műfordítások (1974)
- Bécsi látomás (Osztrák költők, 1976)
- Atlanti szél (Nyugat-európai költők, 1978)